# Ematurga juncta
Ematurga juncta là một loài bướm đêm trong họ Geometridae.